# Bracon cincticornis
Bracon cincticornis är en stekelart som beskrevs av Cresson 1865. Bracon cincticornis ingår i släktet Bracon och familjen bracksteklar. Inga underarter finns listade.